# 髙橋尚成
髙橋 尚成（たかはし ひさのり、1975年4月2日 - ）は、東京都墨田区出身の元プロ野球選手（投手、左投左打）、野球解説者、野球評論家、スポーツキャスター、YouTuber。ホリプロ所属。
現役時代は投手として主に読売ジャイアンツで活躍し、5度のリーグ優勝、3度の日本シリーズ優勝に貢献。個人ではNPBで合計3個のタイトル（2個）・主要表彰（1個）を獲得している。またMLBではニューヨーク・メッツ、ロサンゼルス・エンゼルス・オブ・アナハイム、ピッツバーグ・パイレーツ、シカゴ・カブスに所属していた。
横浜DeNAベイスターズ時代の2014年には「尚成」を登録名としていた。

## 経歴

### プロ入り前
東京都墨田区の下町で育ち、兄の影響で野球を始める。1993年、修徳高校3年時に夏の甲子園でベスト8に進出し、秋の国体で優勝。甲子園では1試合4犠打の記録を作り（他に2名タイ記録保持）、投げる方では2試合連続完封を達成。修徳高校の同期に玉木朋孝、1学年後輩に遠藤竜志がいた。
高校卒業後は駒澤大学に進学、硬式野球部に所属する。東都大学リーグで通算60試合に登板し17勝11敗、防御率2.58、239奪三振。駒大の3学年先輩に河原純一・高木浩之・本間満が、1学年後輩に新井貴浩が、3学年後輩に武田久がいた。
東芝に進んでからは、1999年の第70回都市対抗野球大会で優勝を飾り、優秀投手に選ばれた。東芝の同期には清水直行がいた。同年のプロ野球ドラフト会議を前に読売ジャイアンツ（巨人）を逆指名し、巨人から1位指名を受けて入団。駒大の先輩である河原と再びチームメイトとなった。

### 巨人時代

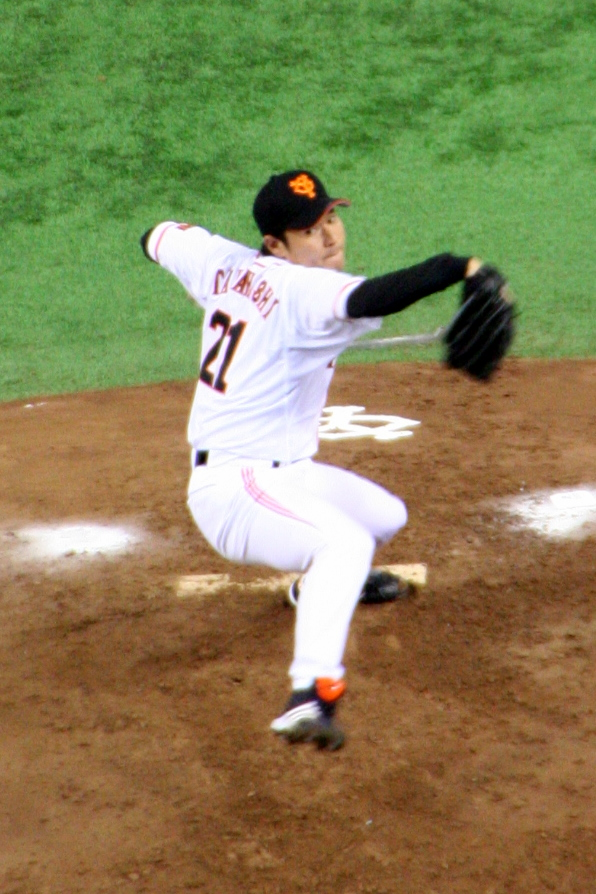
巨人時代（2007年8月21日）

2000年4月6日の中日ドラゴンズ戦で堀内恒夫以来の初先発・初勝利を挙げるなど、シーズン当初から活躍。新人王こそ首位打者を獲得した金城龍彦に譲ったものの最終的に9勝6敗、防御率3.18の好成績を挙げる(巨人ではドラフト指名された左腕投手としては初の入団一年目から年間規定投球回をクリアした投手となった)。福岡ダイエーホークスとの日本シリーズでは第5戦（福岡ドーム）に先発し、史上10人目、巨人の投手としては5人目の初登板初完封を飾り、優秀選手賞を受賞した。
2001年も9勝を挙げたが、規定投球回に到達できなかった。この年、一般女性と結婚。
2002年には初の10勝を挙げて2年ぶりに規定投球回に到達してリーグ優勝に貢献した。そして西武ライオンズとの日本シリーズでは第4戦で登板し勝利投手となり2年ぶりの日本一に貢献した。
2003年5月21日の福岡ドームでのヤクルトスワローズ戦で、完封ペースで投げていたが、左翼手のクリス・レイサムが二死目となるフライ打球処理後に誤ってボールをスタンドに投げ入れたことで二塁走者のホームインで完封勝ちを逃した（この場合、野球規則7.05g(1)により、二塁走者には二個の安全進塁権が与えられる）試合は2-1で完投勝利。シーズンでは故障の影響で13試合の登板に終わり、4勝4敗・防御率3.84の成績で終わった。
2004年も故障もあって思うように投げることができず、16試合で5勝10敗と負け越したが、8月26日の中日戦でこの年のチームで唯一の完封を記録している。
2005年も先発ローテーションを守ったが不安定な投球が多く、過去2年ほどの不振ではなく8勝を挙げたが12敗を喫した。10敗のうち5月8日宮城での東北楽天ゴールデンイーグルス戦で岩隈久志と投げ合い敗北した分も含まれ、球団史上初の交流戦敗戦投手となった。それでも3年ぶりに規定投球回に到達した。
2006年は内角攻めのスタイルを取り入れ、オープン戦から快投が続いたが、開幕早々4月5日の東京ヤクルトスワローズ戦で、ベンチに飛んできた青木宣親のファウルボールが顔面を直撃。右頬の骨折で長期離脱。復帰後は抑え投手に回って15セーブを挙げた。最終成績は35試合で2勝6敗15セーブ4ホールド・防御率4.94だった。しかし10月10日の中日戦では延長12回にタイロン・ウッズに満塁本塁打を打たれるなど打ち込まれ、東京ドームが開場してから初めて相手チームのリーグ優勝及び胴上げを許した。オフの交渉では清武英利球団代表に翌年の先発復帰を直訴し、また同オフの熱海後楽園ホテルでの納会の席では、宴が始まり「少し酔ってきたかな」という頃を狙って高橋が監督の原辰徳にお酌をしに行き、「2007年は是非先発で……」と直訴しにいったという。
2007年には先発に復帰。開幕ローテーション入りし4月には月間5勝を挙げ、球団の左投手としては1979年5月の新浦壽夫以来、28年ぶりの快挙を成し遂げた。6月21日に実父が死去。葬儀に駆けつけられない中、23日の西武戦でチームでは1999年7月4日に達成した上原浩治以来となる12球団一番乗りの10勝を達成。6月中では1990年6月22日の斎藤雅樹以来の記録になる。入団8年目にして監督推薦によりオールスターゲーム初出場を勝ち取り、フルキャストスタジアム宮城での第2戦に先発、山﨑武司に本塁打を打たれ2イニングで2失点を喫したものの、阿部慎之助の3ランなどのセ・リーグの打線の奮起に助けられて勝利投手となっている。シーズンでは自己最多となる14勝を挙げ、リーグ優勝に大きく貢献。シーズン終盤8月2日から9月15日まで1か月以上白星が無いという状況になり一時的にセス・グライシンガーに防御率を抜かれたが、最後は2連勝で初の個人タイトルとなる最優秀防御率も獲得し、チーム5年ぶりのリーグ優勝に貢献した。しかし、この年より導入されたクライマックスシリーズではファイナルステージで2位の中日との対戦で第3戦に先発し、3回まで無失点に抑えるも1点リードの4回にタイロン・ウッズに逆転3点本塁打、7回には谷繁元信にソロ本塁打を打たれるなど7回4失点で敗戦投手となり日本シリーズ進出を逃した。同年のベースボールTVのインタビューの中で、「目標は、いつかは完全試合を達成する事。また工藤公康、桑田真澄らベテランが去り、内海哲也、金刃憲人や復活を遂げた木佐貫洋など、若手台頭の中で（上原と共に）ジャイアンツ投手陣の最年長投手となり、G投手陣のリーダーになる」という宣言をした。
2008年は初の開幕投手に指名されヤクルト戦に登板したが、雨足が強く不運な安打もあったことから4回5失点と振るわず、チームも2対6で大敗した。その後の登板でも不振は続き、5月20日の千葉ロッテマリーンズ戦で3回途中6失点と打ち込まれたのを機に再調整を命じられ、翌日出場選手登録を抹消された。6月27日に再登録された後は調子を取り戻したが序盤の不振が響き8勝に終わり規定投球回にも到達しなかった。チームはリーグ連覇し、中日とのクライマックスシリーズでは日本シリーズ進出に王手を賭けた第4戦に先発し7回1失点と好投を見せ、リリーフ陣が同点に追いつかれたため勝ち星こそ付かなかったが8回に勝ち越してそのまま勝利し6年ぶりの日本シリーズ進出を果たした。そして西武との日本シリーズでは第2戦と第6戦に先発。第2戦は3回まで無失点に抑えて4回に中島裕之に逆転2点本塁打を打たれる。6回には一死一・二塁のピンチを招いて降板したが5回1/3を2失点の好投を見せた。その裏に同点に追いついたため敗戦投手は免れると9回にアレックス・ラミレスのサヨナラ本塁打でチームは勝利した。しかし、王手を賭けて迎えた第6戦では初回に1安打2四球で二死満塁のピンチを招くと平尾博嗣に3点適時二塁打を打たれ先制点を与えると2回は無失点だったがその裏に代打を出されたため2回3失点で降板した。打線は西武先発の帆足和幸から1点を奪うも打ち崩すまでには至らず、4回には一死一・三塁のチャンスを作るも2番手で中2日で登板した岸孝之から得点を奪えずそのままチームは敗れ高橋自身も3度目の日本シリーズで初めて敗戦投手となった。翌日もチームは敗れ日本一を逃した。
2009年は8月終了時点で5勝6敗と低調だったが、9月以降に5連勝を記録し10勝6敗でシーズンを終え、自身3度目となる2桁勝利を達成。防御率も2.94を記録し、規定投球回に2年ぶりに到達してリーグ3連覇に貢献した。クライマックスシリーズファイナルステージでは3年連続で中日との対戦となり、第3戦に先発した。初回に森野将彦に2日続けてとなる先制2点本塁打を打たれるがその後は無失点に抑え、勝ち星こそ付かなかったが5回2失点と先発の役割を果たした。チームは翌日第4戦に勝利して日本シリーズ進出を決めた。北海道日本ハムファイターズとの日本シリーズでは第4戦で先発したが5回5失点で敗戦投手となり本拠地での胴上げを逃した。それでも第6戦でチームは勝利し7年ぶりの日本一に輝いた。11月17日には海外FA権を行使。ピーター・グリーンバーグが代表取締役を務めるPEG社と業務提携しているGSEグループの中西剛を代理人とし、メジャーへの移籍を目指すことを発表した。

### メッツ時代
2010年2月11日にニューヨーク・メッツとマイナー契約を結ぶ。スプリングトレーニングで13イニング4失点（防御率2.77）となり、開幕直前にメジャー入りする。4月7日のフロリダ・マーリンズ戦の延長10回に6番手としてメジャー初登板。打者4人に対し2安打1四球1失点で敗戦投手となった。23日のアトランタ・ブレーブス戦では先発ジョン・メインの故障降板を受け緊急登板。3回を2安打1四球7奪三振1失点に抑えメジャー初勝利を記録。打席でも川上憲伸からメジャー初安打を放った（初打席初安打だったため、ベンチに帰るとチームメイトから「イチロー！イチロー！」と掛け声が飛んだと本人が回想している）。5月21日のニューヨーク・ヤンキース戦ではメジャー初先発し、6回5安打無失点と好投するも勝敗はつかなかった。8月16日のヒューストン・アストロズ戦でメジャー初セーブを記録。チームはクローザーのフランシスコ・ロドリゲスの離脱を受け、複数の投手をクローザーとして起用する方針だったが、この日の好投でクローザーに指名された。10月1日のワシントン・ナショナルズ戦では同点の9回から登板。2回を無安打無失点4奪三振に抑え、延長10回にジョシュ・トーリーがサヨナラ打を放ち、日本人メジャーリーガーとしては4人目、メッツでは1985年のリック・アギレラ以来25年ぶりとなる新人での2桁勝利を記録した。最終的に先発としては4勝4敗、防御率5.01、WHIP1.45と振るわなかったが、リリーフでは6勝2敗8セーブ、リーグ9位の防御率2.04、WHIP1.13と結果を残し10勝を記録。この年の日本人メジャーリーガーの中では黒田博樹（11勝）に次いで2番目に多い勝ち星を挙げた。オフには再契約交渉がまとまらず11月5日にウェイバー公示される。代理人をアーン・テレムに変更した。

### エンゼルス時代
2010年12月2日にロサンゼルス・エンゼルス・オブ・アナハイムと総額800万ドルの2年契約を結ぶ。背番号は巨人時代から愛着のある『21』に決まった。

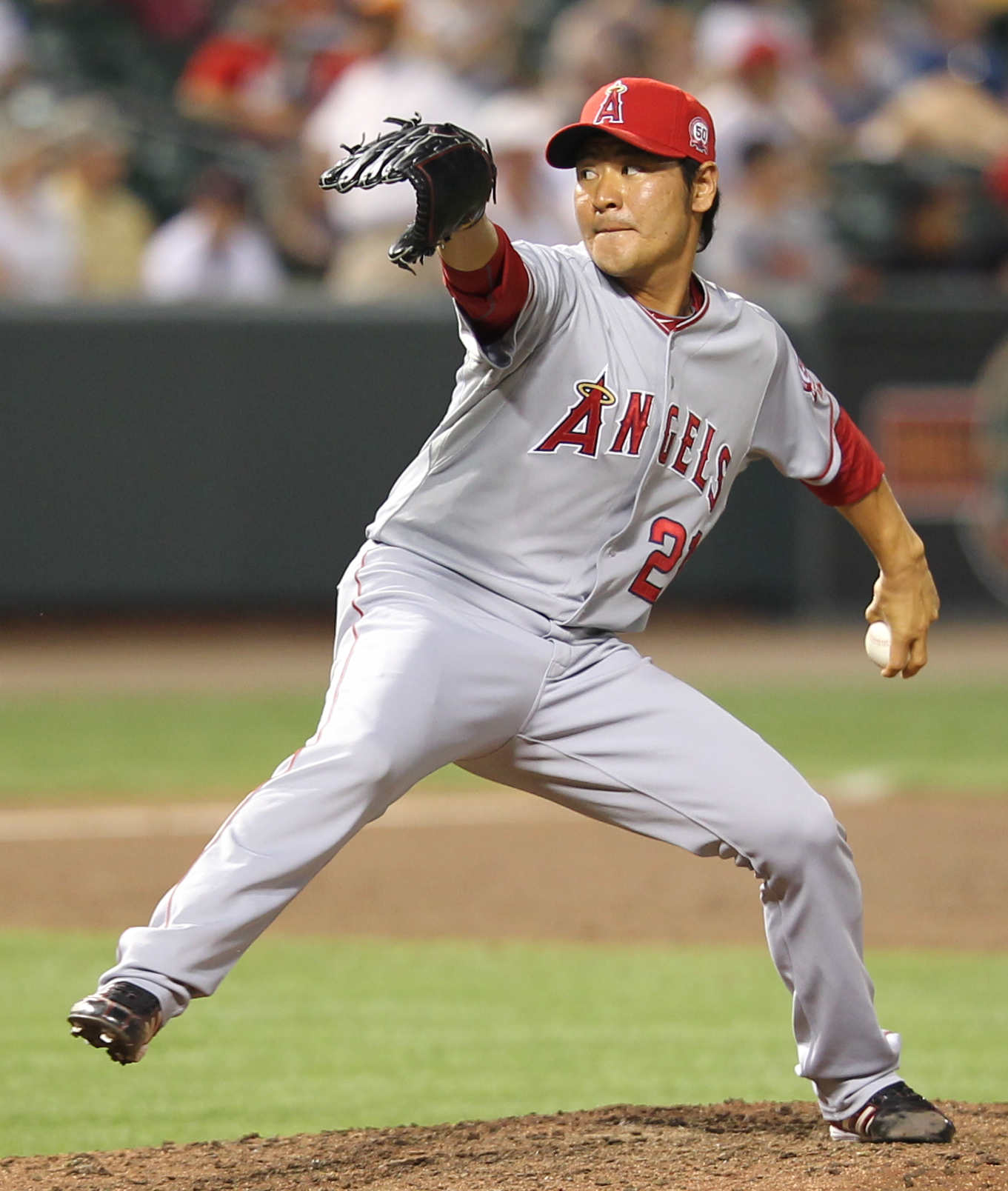
エンゼルス時代（2011年7月22日）

2011年はワンポイントや回をまたいだ登板など様々な場面でのリリーフ起用のみとなり、5月には11試合の登板で0勝1敗、防御率6.30、WHIP1.80を喫したが、6月に復調し前半戦は36試合の登板で2勝2敗、防御率3.62、WHIP1.33で折り返す。8月15日のテキサス・レンジャーズ戦でメジャー通算100試合登板を達成し、後半戦は25試合の登板で2勝1敗2セーブ、防御率3.23、WHIP1.07の成績を残した。シーズンを通してはチームで2番目に多い61試合に登板し、右打者を被打率.206に抑えた他、5月と8月には防御率6点台以上を喫したが、一方で6月と9月には防御率0点台を残すなど好不調の波が激しかった。日本人選手との対戦ではイチローを3打数無安打、松井秀喜を2打数無安打、西岡剛を2打数無安打と全て無安打に抑えた。
2012年は、4月に8試合の登板で0勝1敗、防御率9.95、WHIP1.89と不調に陥るが、5月には10試合の登板で0勝1敗、防御率1.86、WHIP0.93と復調。前半戦を28試合の登板で0勝2敗、防御率4.15、WHIP1.08の成績で終える。7月28日にはチームにザック・グレインキーが加入したことに伴いAAA級ソルトレイクに降格したが、スコット・ダウンズの故障に伴い31日に昇格。しかし8月は8試合の登板で0勝1敗、防御率7.71、WHIP1.57と再び不調に陥り、8月19日に再降格。

### パイレーツ時代
2012年8月24日にウェイバー公示を経てピッツバーグ・パイレーツへ移籍するが、9試合の登板で防御率8.64、WHIP1.68に終わる。前年に続き、日本人選手との対戦ではイチローを3打数無安打、川﨑宗則を1打数無安打、青木宣親を1打数無安打と全て無安打に抑えた。チームはプレーオフ進出を争っていたが、9月27日に出場可能性が消滅し、30日には20年連続負け越しも決定。シーズン終了後には「今年はいろいろ大変だったけれど、自分の中では楽しめた。自分を知ってもらう努力をしたし、新しい仲間が増えた。アメリカに来る時、眠れなくなるほど悩んだ。簡単には帰れない。自分が納得できるまでこっちでやりたい」とコメント。

### カブス時代
2012年12月27日にシカゴ・カブスとマイナー契約を結ぶ。
2013年、スプリングトレーニングに招待選手として参加し、2先発を含む9試合の登板で防御率4.42、WHIP1.36と成績が低迷したが、メジャー開幕25人枠入りする。しかし、開幕から3試合の登板で3回2失点を喫し、4月16日にDFAとなり40人枠から外れ、18日にAAA級アイオワに降格した。

### ロッキーズ時代
2013年6月22日にコロラド・ロッキーズへ移籍。マイナー契約を結んだ関係で、同球団傘下のAAA級コロラドスプリングスに所属した。前半戦は7試合の登板で1勝0敗、防御率11.70、WHIP3.00。後半戦は11試合の登板で0勝1敗、防御率3.45、WHIP1.41と復調するが、メジャーリーグへの復帰を果たせず、シーズン終了後には自由契約になった。

### DeNA時代

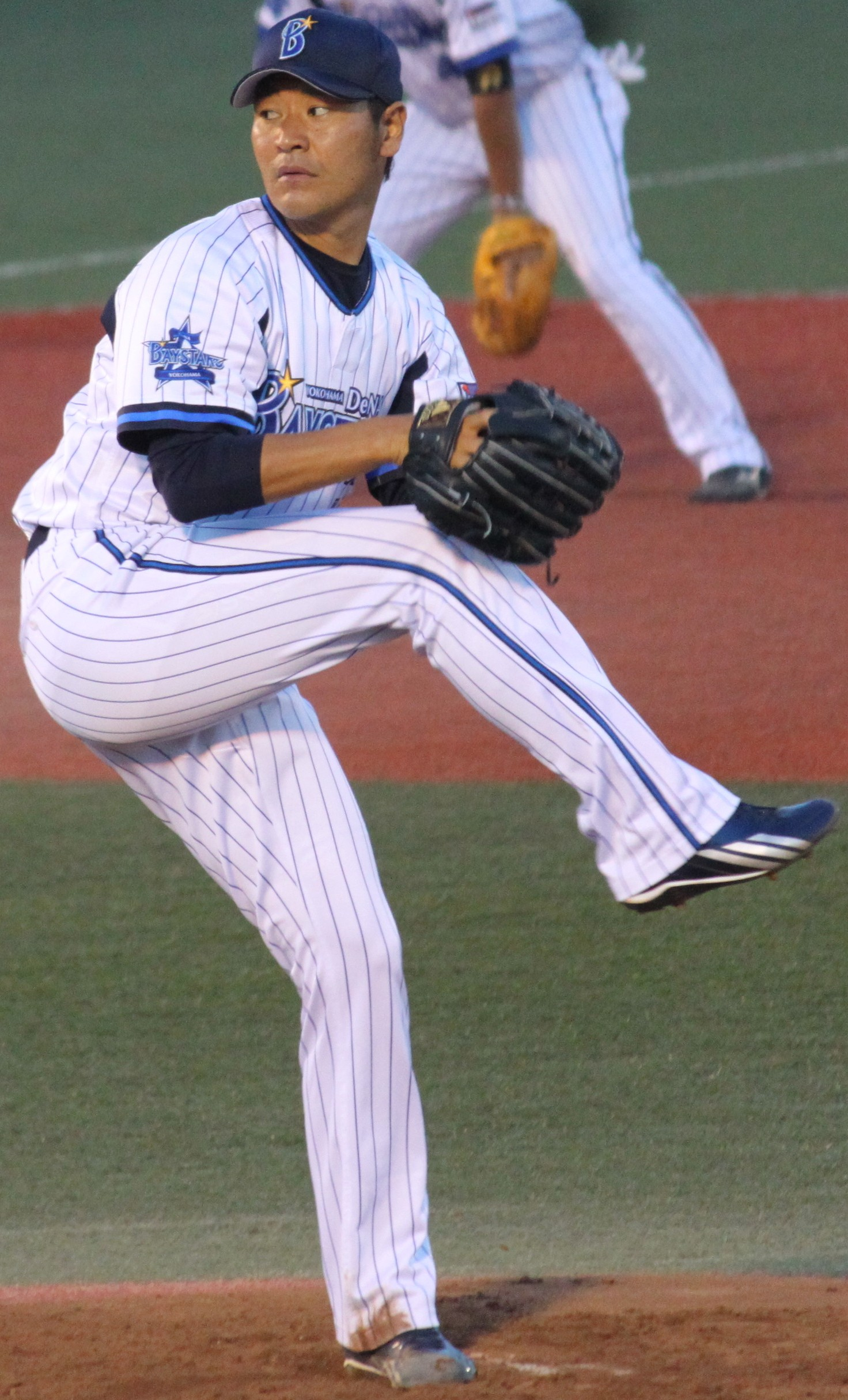
DeNA時代（2014年 横浜スタジアム）

2013年12月25日、横浜DeNAベイスターズから2年契約での獲得が発表され。巨人退団から5年ぶりに、NPBおよびセントラル・リーグの球団へ復帰することになった。背番号は、メッツでも着用していた47。2014年1月20日には、登録名を尚成（ひさのり）にすることが同球団から発表された。
2014年（移籍初年度）は先発ローテーションに入った。好投する時もあったが、打線の援護に恵まれない試合や、本塁打の被弾が多かったこともあり、1勝もできずにシーズンを終えた。古巣の巨人戦では、3連続本塁打を打たれてKOされることもあった。
2015年1月30日、球団から登録名を本名に戻すことが発表された。4月29日の広島戦でシーズン初登板（先発）で2回6失点の後、二軍降格になった。9月13日、今シーズン限りで引退することをオフィシャルブログ上で発表した。引退の理由として「アメリカ（MLB）から戻ってきた前年から、引退はずっと考えてきた。ここにきて、気持ちの方が動かなくなった。体は無理をしてもできると思う。でも、気持ちの方がついてこなくなった。モチベーションが上がってこなくなった」とコメントした。10月2日の古巣・巨人戦（横浜）で引退試合が行われ、自身は打者一人限定で先発登板。1回の表、先頭の立岡宗一郎を遊ゴロに仕留めたかに思えたが、送球が逸れて一塁手が捕球できず、出塁を許したところで降板（記録は一塁失策）。試合後には引退セレモニーが行われ、ファンや関係者らに感謝を伝えた。最後はマウンド上で胴上げされ、巨人時代のチームメイトで同級生である高橋由伸らとも抱擁した。12月2日付で、日本野球機構（NPB）から自由契約選手として公示。

### 現役引退後
ホリプロとの間で専属マネジメント契約を締結。2016年からは、スポーツ報知の野球評論家や、NHK-BSのメジャーリーグ中継、ワールドスポーツMLB及びTBSラジオ（2017年まで）・日本テレビ・BS日テレ・日テレジータス・BS-TBS・TBSチャンネル・CBCラジオ副音声の野球解説者として活動する。2018年はラジオ日本野球解説者も兼務。また2018年4月1日から放送中のテレビアニメ『グラゼニ』で解説者役として出演。
2022年8月2日、読売ジャイアンツは高橋の臨時投手コーチ就任を発表した。登録期間は8月2日から20日まで。
2023年は李承燁新監督の要請により、スプリングキャンプの期間で斗山ベアーズの投手インストラクターとして活動する。
2025年1〜2月、カリブ海沿岸諸国のウィンターリーグ王者が集う国際大会・第67回カリビアンシリーズにおいて、日本から招待された特別編成チーム "ジャパンブリーズ" の投手コーチを藪恵壹とともに務めたが、チームは4戦全敗の最下位に沈み敗退した。

## 選手としての特徴
平均球速88.8mph（約143km/h）、最速92mph（約148km/h）のストレート（フォーシーム）とスライダー、シンカー（チェンジアップとも呼称される）、シュート（ツーシームとも呼称される）、カーブを投げ分け、稀にフォークとカットボールも交える。丹念にコーナーを突くスタイルを得意とし、2010年はさらにコーナーをつく投球を心がけた結果、日本時代と比べ与四球率は高くなったが奪三振率が大幅に上昇。

## 人物
家族は妻と子がいることを公表している。車の愛好家として知られ、2023年現在の愛車はテスラ・モデル3で15台目。
巨人時代には同姓の高橋由伸がいたため、チーム内からは「ヒサノリ」と呼ばれ、試合では「高橋尚」と表記された。生年月日は巨人で同僚だった高橋由伸、上原浩治より1日早い。
巨人ファンの両親の影響で子どもの頃から巨人を応援し、左利きであったため自分が守れないポジションを守る篠塚和典に憧れていた。子どもの頃からプロ野球選手になるなら巨人の選手になりたいという夢を抱いていた。
2016年5月30日放送のフジテレビ『スポーツジャングル』でメジャーでの経験で、ノックが下手すぎてピッチャーゴロがほとんど外野に飛んで練習にならない事、自身のグローブをボールのように蹴られたりと選手があまり道具を大事にしないことなど驚いたエピソードを明かしている。
若手時代には酔うと羽目を外したパフォーマンスをすることで有名であった。巨人時代の2000年の優勝時の祝勝会では床にうつ伏せで寝転んで、尻を露出しはしゃぐ姿が生中継されたが、これははしゃいで先輩に脱がされたものだった。この行為により、当時の監督である長嶋茂雄からは「宴会部長」に指名された。同年オフの納会においては監督の長嶋の目の前で「闘魂こめて」にあわせて箸をタクトのように振った。2002年の祝勝会においてもヒョウ柄のTバックを着用して尻を露出、さらに鼻血を出すに及んだことが中継された。当時の監督の原辰徳からは「自覚を持て」と言われた。また、高橋は後に妻の叱責を受け、この年の日本シリーズの対戦相手である西武監督の伊原春樹からは「汚いし、品位がない。全国放送で見せるもんじゃない」と痛烈に批判された。日本シリーズ第4戦に先発した高橋は好投し、勝利投手となった。また、この試合で巨人は西武相手に4連勝で日本一となったため試合後には祝勝会が行われたが、高橋は上述した体を露出するようなパフォーマンスは行わなかった。
このようなことから、特に尻の露出については、歓迎の一方で、“球界の紳士たれ”をモットーとする巨人軍の選手にあるまじき行為として一部ファンの批判も強かった。ただし、中期からはそれらのような過激なパフォーマンスを人前ですることはなくなった。前述の伊原は2007年から巨人の野手総合コーチを務め、同年のリーグ優勝目前には高橋の「尻出し」を容認する発言をしたが、祝勝会において高橋が尻を露出する姿は見られなかった。その後の2年間も優勝はしたが、祝勝会で露出することはなかった。
高橋は、後に日本球界に復帰した時に上記の行為は若い頃のことなので忘れてくれと発言している。

## 詳細情報

### 年度別投手成績
| 年 度     | 球 団     | 登 板 | 先 発 | 完 投 | 完 封 | 無 四 球 | 勝 利 | 敗 戦 | セ 丨 ブ | ホ 丨 ル ド | 勝 率 | 打 者 | 投 球 回 | 被 安 打 | 被 本 塁 打 | 与 四 球 | 敬 遠 | 与 死 球 | 奪 三 振 | 暴 投 | ボ 丨 ク | 失 点 | 自 責 点 | 防 御 率 | W H I P |
| --------- | --------- | ----- | ----- | ----- | ----- | -------- | ----- | ----- | -------- | ----------- | ----- | ----- | -------- | -------- | ----------- | -------- | ----- | -------- | -------- | ----- | -------- | ----- | -------- | -------- | ------- |
| 2000      | 巨人      | 24    | 23    | 3     | 2     | 1        | 9     | 6     | 0        | --          | .600  | 563   | 135.2    | 133      | 10          | 36       | 3     | 2        | 102      | 1     | 0        | 59    | 48       | 3.18     | 1.25    |
| 2001      | 巨人      | 30    | 23    | 3     | 1     | 0        | 9     | 9     | 0        | --          | .500  | 584   | 134.2    | 126      | 20          | 52       | 2     | 3        | 99       | 4     | 0        | 65    | 59       | 3.94     | 1.32    |
| 2002      | 巨人      | 24    | 23    | 2     | 0     | 1        | 10    | 4     | 0        | --          | .714  | 669   | 163.1    | 143      | 16          | 39       | 1     | 6        | 145      | 4     | 1        | 58    | 56       | 3.09     | 1.11    |
| 2003      | 巨人      | 13    | 13    | 3     | 0     | 0        | 4     | 4     | 0        | --          | .500  | 364   | 86.2     | 79       | 14          | 27       | 1     | 4        | 78       | 1     | 1        | 42    | 37       | 3.84     | 1.22    |
| 2004      | 巨人      | 16    | 16    | 3     | 1     | 1        | 5     | 10    | 0        | --          | .333  | 402   | 91.0     | 107      | 18          | 26       | 0     | 3        | 61       | 3     | 0        | 59    | 55       | 5.44     | 1.46    |
| 2005      | 巨人      | 27    | 26    | 4     | 2     | 0        | 8     | 12    | 0        | 1           | .400  | 695   | 163.0    | 171      | 18          | 48       | 1     | 4        | 135      | 1     | 0        | 88    | 81       | 4.47     | 1.34    |
| 2006      | 巨人      | 35    | 4     | 0     | 0     | 0        | 2     | 6     | 15       | 4           | .250  | 266   | 62.0     | 70       | 10          | 15       | 2     | 1        | 51       | 1     | 0        | 36    | 34       | 4.94     | 1.37    |
| 2007      | 巨人      | 28    | 27    | 2     | 2     | 0        | 14    | 4     | 0        | 0           | .778  | 764   | 186.2    | 168      | 21          | 50       | 4     | 2        | 141      | 1     | 0        | 63    | 57       | 2.75     | 1.17    |
| 2008      | 巨人      | 23    | 22    | 0     | 0     | 0        | 8     | 5     | 0        | 0           | .615  | 518   | 122.0    | 127      | 16          | 30       | 0     | 5        | 94       | 2     | 0        | 63    | 56       | 4.13     | 1.29    |
| 2009      | 巨人      | 25    | 25    | 1     | 0     | 0        | 10    | 6     | 0        | 0           | .625  | 610   | 144.0    | 147      | 16          | 36       | 1     | 6        | 126      | 0     | 2        | 58    | 47       | 2.94     | 1.27    |
| 2010      | NYM       | 53    | 12    | 0     | 0     | 0        | 10    | 6     | 8        | 3           | .625  | 516   | 122.0    | 116      | 13          | 43       | 7     | 0        | 114      | 1     | 1        | 51    | 49       | 3.61     | 1.30    |
| 2011      | LAA       | 61    | 0     | 0     | 0     | 0        | 4     | 3     | 2        | 7           | .571  | 281   | 68.0     | 58       | 7           | 25       | 8     | 0        | 52       | 1     | 0        | 30    | 26       | 3.44     | 1.22    |
| 2012      | LAA       | 42    | 0     | 0     | 0     | 0        | 0     | 3     | 0        | 3           | .000  | 173   | 42.0     | 39       | 6           | 10       | 1     | 0        | 41       | 0     | 0        | 24    | 23       | 4.93     | 1.17    |
| 2012      | PIT       | 9     | 0     | 0     | 0     | 0        | 0     | 0     | 0        | 0           | ----  | 39    | 8.1      | 10       | 2           | 4        | 0     | 0        | 11       | 0     | 0        | 8     | 8        | 8.64     | 1.68    |
| '12計     | PIT       | 51    | 0     | 0     | 0     | 0        | 0     | 3     | 0        | 3           | .000  | 212   | 50.1     | 49       | 8           | 14       | 1     | 0        | 52       | 0     | 0        | 32    | 31       | 5.54     | 1.25    |
| 2013      | CHC       | 3     | 0     | 0     | 0     | 0        | 0     | 0     | 0        | 0           | ----  | 14    | 3.0      | 3        | 1           | 2        | 0     | 0        | 3        | 0     | 0        | 2     | 2        | 6.00     | 1.67    |
| 2014      | DeNA      | 10    | 10    | 0     | 0     | 0        | 0     | 6     | 0        | 0           | .000  | 230   | 51.0     | 65       | 14          | 21       | 0     | 1        | 33       | 0     | 1        | 33    | 30       | 5.29     | 1.71    |
| 2015      | DeNA      | 6     | 2     | 0     | 0     | 0        | 0     | 1     | 0        | 0           | .000  | 45    | 8.1      | 14       | 3           | 4        | 0     | 0        | 4        | 0     | 0        | 12    | 8        | 8.64     | 2.16    |
| NPB：12年 | NPB：12年 | 261   | 214   | 21    | 8     | 3        | 79    | 73    | 15       | 5           | .520  | 5710  | 1348.1   | 1350     | 176         | 384      | 15    | 37       | 1069     | 18    | 5        | 636   | 568      | 3.79     | 1.29    |
| MLB：4年  | MLB：4年  | 168   | 12    | 0     | 0     | 0        | 14    | 12    | 10       | 13          | .538  | 1023  | 243.1    | 226      | 29          | 84       | 16    | 0        | 221      | 2     | 1        | 115   | 108      | 3.99     | 1.27    |

- 各年度の太字はリーグ最高

### 年度別守備成績
| 年 度 | 球 団 | 投手（P） | 投手（P） | 投手（P） | 投手（P） | 投手（P） | 投手（P） |
| 年 度 | 球 団 | 試 合     | 刺 殺     | 補 殺     | 失 策     | 併 殺     | 守 備 率  |
| ----- | ----- | --------- | --------- | --------- | --------- | --------- | --------- |
| 2000  | 巨人  | 24        | 3         | 34        | 1         | 4         | .974      |
| 2001  | 巨人  | 30        | 5         | 28        | 0         | 1         | 1.000     |
| 2002  | 巨人  | 24        | 10        | 25        | 1         | 0         | .972      |
| 2003  | 巨人  | 13        | 3         | 17        | 0         | 0         | 1.000     |
| 2004  | 巨人  | 16        | 4         | 15        | 1         | 2         | .950      |
| 2005  | 巨人  | 27        | 2         | 18        | 2         | 1         | .909      |
| 2006  | 巨人  | 35        | 2         | 10        | 1         | 1         | .923      |
| 2007  | 巨人  | 28        | 16        | 23        | 1         | 2         | .975      |
| 2008  | 巨人  | 23        | 8         | 21        | 0         | 1         | 1.000     |
| 2009  | 巨人  | 25        | 11        | 33        | 1         | 4         | .978      |
| 2010  | NYM   | 53        | 5         | 15        | 1         | 0         | .952      |
| 2011  | LAA   | 61        | 2         | 12        | 1         | 1         | .933      |
| 2012  | LAA   | 42        | 4         | 4         | 0         | 0         | 1.000     |
| 2012  | PIT   | 9         | 0         | 0         | 0         | 0         | ----      |
| '12計 | PIT   | 51        | 4         | 4         | 0         | 0         | 1.000     |
| 2013  | CHC   | 3         | 0         | 1         | 0         | 0         | 1.000     |
| 2014  | DeNA  | 10        | 2         | 12        | 0         | 2         | 1.000     |
| 2015  | DeNA  | 6         | 0         | 3         | 1         | 0         | .750      |
| NPB   | NPB   | 261       | 66        | 239       | 9         | 18        | .971      |
| MLB   | MLB   | 168       | 11        | 32        | 2         | 1         | .956      |

- 各年度の太字はリーグ最高

### タイトル
NPB
- 最優秀防御率：1回（2007年）
- 最高勝率 ：1回（2007年） ※当時連盟表彰なし。セントラル・リーグでは、1972年までと2013年以降表彰

### 表彰
NPB
- ベストナイン：1回（投手部門：2007年）
- 最優秀投手：1回（2007年）
- 月間MVP：2回（投手部門：2002年5月、2007年4月）
- 最優秀バッテリー賞：1回（2007年 捕手：阿部慎之助）
- JA全農Go・Go賞：1回（最多奪三振賞：2005年5月）
- セ・パ交流戦 日本生命賞：1回（2007年）
- 日本シリーズ優秀選手賞：1回（2000年）

### 記録
NPB
初記録
- 初登板・初先発・初勝利：2000年4月6日、対中日ドラゴンズ3回戦（ナゴヤドーム）、8回1失点
- 初奪三振：同上、3回裏に井上一樹から空振り三振
- 初完投勝利・初完封勝利：2000年5月7日、対ヤクルトスワローズ8回戦（東京ドーム）
- 初ホールド：2005年7月20日、対ヤクルトスワローズ11回戦（明治神宮野球場）、6回裏一死に4番手で救援登板、1回2/3を無失点
- 初セーブ：2006年7月16日、対東京ヤクルトスワローズ11回戦（明治神宮野球場）、9回裏に6番手で救援登板・完了、1回無失点

打撃記録
- 初安打・初打点：2000年4月23日、対広島東洋カープ6回戦（広島市民球場）、5回表に菊地原毅から三塁適時内野安打

NPB節目の記録
- 1000投球回：2007年9月9日、対阪神タイガース21回戦（東京ドーム）、1回表三死目に高橋光信を一飛で達成 ※史上307人目
- 1000奪三振：2009年8月16日、対阪神タイガース18回戦（東京ドーム）、4回表に下柳剛から見逃し三振 ※史上125人目

その他の記録
- オールスターゲーム出場：1回（2007年）

MLB
初記録
- 初登板：2010年4月7日、対フロリダ・マーリンズ2回戦（シティ・フィールド）、10回表に6番手で救援登板、0回1/3を1失点で敗戦投手
- 初ホールド：2010年4月9日、対ワシントン・ナショナルズ1回戦（シティ・フィールド）、7回表に2番手で救援登板、1回を無失点
- 初奪三振：同上、7回表にマイケル・モースから空振り三振
- 初勝利：2010年4月23日、対アトランタ・ブレーブス1回戦（シティ・フィールド）、4回表二死に2番手で救援登板、3回1失点
- 初先発：2010年5月21日、対ニューヨーク・ヤンキース1回戦（シティ・フィールド）、6回無失点
- 初セーブ：2010年8月16日、対ヒューストン・アストロズ1回戦（ミニッツメイド・パーク）、9回裏に4番手で救援登板・完了、1回無失点

### 背番号
- 36（2000年 - 2001年）
- 17（2002年 - 2006年）
- 21（2007年 - 2009年、2011年 - 2012年）
- 47（2010年、2013年 - 2015年）
- 41（2012年）

### 登録名
- 高橋 尚成（たかはし ひさのり、2000年 - 2009年）[44]
- 尚成（ひさのり、2014年）[44]
- 髙橋 尚成（たかはし ひさのり、2015年）[44]